# Gabriele Iudica
Gabriele Iudica (Palazzolo Acreide, 9 augustus 1760 – aldaar, 3 mei 1835) was baron van Bauli, jurist, grootgrondbezitter, mecenas en archeoloog. Hij verwierf bekendheid door de Oudgriekse stad Akrai op Sicilië bloot te leggen. Het betekende ook zijn bankroet.

## Levensloop
Iudica leefde in het koninkrijk Sicilië, dat later overging in het koninkrijk der Beide Siciliën. Hij groeide op in het Siciliaanse dorp Palazzolo Acreide nabij Syracuse. Hij studeerde af in de Beide Rechten doch ambieerde geen kerkelijke carrière. Na de dood van zijn vader (1797) erfde hij de titel van baron van Bauli. Iudica beheerde de uitgestrekte domeinen en dorpen die hij van zijn vader had geërfd. Dit hield ook in verfraaiings- en herstelwerken. Zijn politieke carrière met onder meer een ambt als wethouder in Palazzolo Acreide zag hij als een nevenactiviteit. Iudica was een mecenas voor artiesten en muzikanten.  
Vanaf 1809 wierp Iudica zich op een nieuwe bezigheid: archeologie. Zijn spontane graafwerken en zelfstudie vielen onder gezag van de koninklijke ambtenaar voor Antiekzaken in Val di Noto en Val Demone Saverio Landolina (1743-1814), een vrijmetselaar en zelf archeoloog. De samenwerking tussen beide heren verliep optimaal. Wanneer een andere koninklijk ambtenaar in 1811 aantrad, verslechterden de relaties met baron Iudica. De ambtenaar eiste dat Iudica een toelating tot graafwerken moest bezitten. Iudica ontving de toelating in 1813 en in 1815 werd Iudica benoemd tot beschermheer in het koninklijk bureau voor Antiekzaken in Val di Noto. 

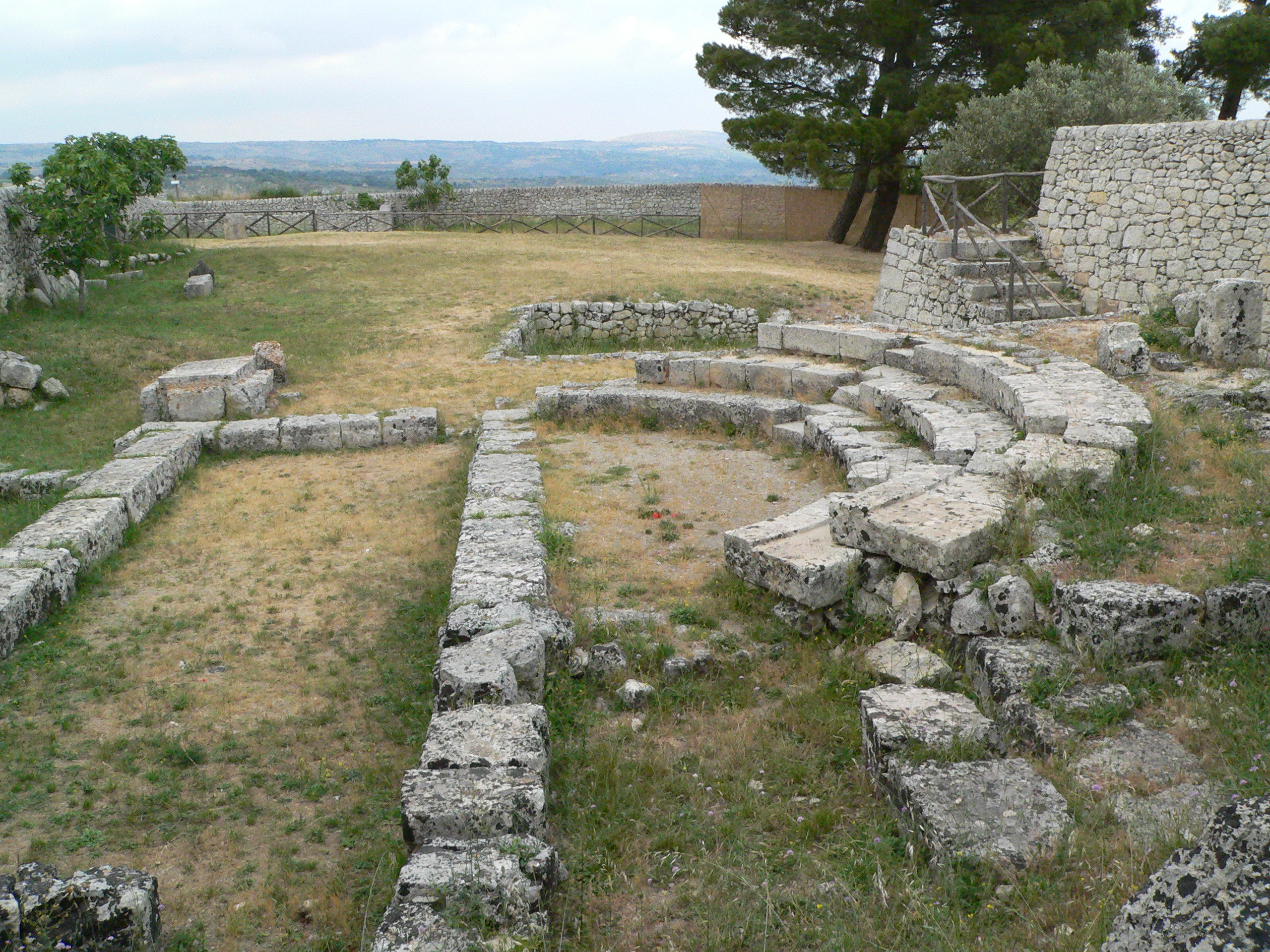
Bouleuterion in Akrai

Intussen had Iudica de Oudgriekse stad Akrai ontdekt. Deze lag verdoken op een heuvel nabij Palazzolo Acreide. De opgravingen van Iudica verliepen systematisch en met financiële hulp van enkele edelen. In 1819 publiceerde hij zijn wetenschappelijke bevindingen in het boek Le antichità di Acre. Het boek was geïllustreerd. Het Bouleuterion of Raadsgebouw in Akrai trok veel aandacht. Iudica kreeg bekendheid in de Beide Siciliën. In 1824 kondigde Iudica aan dat hij bovendien het Grieks theater van Akrai had blootgelegd.
In de jaren 1820 was Iudica provinciaal afgevaardigde.
In 1828 barstte een juridisch gevecht los. Andere landeigenaren alsook de abdij Santa Maria dell’ Arco eisten van Iudica erfpacht; ook archeologische stukken dienden volgens deze aanklagers toe te horen aan de oorspronkelijke eigenaars. Iudica, zelf een jurist, voerde zijn verdediging voor Siciliaanse rechtbanken. De burgemeester van Palazzolo Acreide werd door de koninklijk ambtenaar van Antiekzaken in Syracuse aangespoord de geldigheid der vergunningen na te kijken (1929). 
Bij Iudica’s overlijden in 1835 waren de processen nog niet beëindigd. Zijn kleinzoon en erfgenaam baron Cesare Iudica zag de financiële put, verkocht paleizen en liet de hele archeologische collectie na aan de schatkist. Iudica’s zus, Francesca, schreef in 1839 nog naar de rechtbank dat alle intenties van haar broer zuiver waren.
- Gemeinsame Normdatei: 137115784
- International Standard Name Identifier: 0000 0001 0441 9317
- Library of Congress Control Number: no2009165702
- Istituto Centrale per il Catalogo Unico: MILV033607
- Virtual International Authority File: 292799154
- WorldCat: E39PBJw4CJF9JhrdQRbJCd6h73